# Спалення Холіки
Холіка Дахан («Спалення Холіки») також вогнище Камуду — свято в індуїзмі, святкується спаленням Холіки, асурі (демониці), що символізує перемогу добра над злом. Наступного дня відбувається свято весни Холі.

## Традиції святкування
Проведення ритуалу відрізняється залежно від частини країни. Перед ритуалом спалення рекомендовано помитися та переодягтися. Для вогнища варто обрати чисте місце. Для розпалення багаття використовують деревину, листя, коров'ячі кізяки, насіння кунжуту, сухі кокоси та зерна пшениці. Також до вогню кидають квіти, солодощі, кокосові горіхи тощо, аби захиститися від зла. Загалом до вогнища використовують екологічно чисті матеріали, аби уникнути забруднення повітря. В день святкування не рекомендовано вживати алкоголь та м'ясо, одяг має бути чорного або синього кольорів. В борг цього дня не дають, позаяк вважається, що це може призвести до фінансових проблем.

## Історія виникнення
Походження свята тягнеться з міфу про Хіран'якашіпу та його сина Прагладу. Хіран'якашіпу, вважаючи себе верховним правителем, вимагав, аби всі у королівстві поклонялися йому як богові. Однак Праглада, який поклонявся Вішну, не виконував накази батька. Тоді Хіран'якашіпу звернувся до сестри Холіки з проханням вбити сина. За переказами, Холіка сиділа на вогнищі з Прагладу на колінах, адже мала плащ, який захищав від вогню. Однак плащ захистив лише Прагладу, а Холіка згоріла у багатті. Відтоді символічно спалюють Халіку на честь перемоги добра над злом напередедоні свята Холі.